# Arda jeruzsálemi királyné
Arda jeruzsálemi királyné, előtte edesszai grófné, született Arda marasi úrnő (örményül: Արդա; ? – Konstantinápoly, 1118 után) örmény nemeskisasszony, házassága révén 1098–1100 között Edessza grófnéja, 1100–1105 között Jeruzsálem királynéja.
I. Balduin edesszai gróffal és jeruzsálemi királlyal kötött politikai érdekházassága gyermektelen maradt. A jeruzsálemi uralkodó a koronázás után néhány évvel, hivatalos indoklás nélkül felbontotta a házasságot; Arda volt jeruzsálemi királyné ezután zárdában, majd bizánci száműzetésben élt.

## Élete

### Származása és keresztneve
Arda marasi úrnő születési helye és ideje ismeretlen; édesapja kilétére vonatkozóan sincsenek egyértelmű adatok. Apja egy bizonyos Konstantin rokona – fia vagy testvére – volt, akit a források különböző neveken említenek: Taphnuz, Tatul, Taftoc, Torosz. Aacheni Albert krónikásnál Marasi Arda apja Taphnuz néven, „Konstantin fivéreként” szerepel; a Taftoc név Türoszi Vilmosnál jelenik meg, míg a Torosz megnevezés Édouard Dulauier 1850-es Edesszai Máté-kiadásában bukkan fel. Türoszi Vilmos leírásában Arda édesapja „egy bizonyos Taftoc nevezetű, nemes és eminens örmény fejedelem [volt], neki és Konstantin fivérének a Taurusz-hegy környékén bevehetetlen erődítményei és nagy számú bátor harcosa voltak; emiatt és gazdagságuk, [valamint] nagy hatalmuk miatt azon nép királyának tekintették őket.”
Mindezek alapján különböző történészek három örmény előkelőséget azonosítottak Arda lehetséges apjaként: Torosz rupenida herceget, Tatul marasi nagyurat és egy Taphnuz, más változatokban Taftoc nevű örmény fejedelmet. Van, aki Torosz rupenida herceget I. Torosz kilikiai örmény fejedelemmel, I. Konstantin fiával azonosítja, aki szintén a Rupen-házból származott. Weiprecht-Hugo von Rüdt-Collenberg ezzel szemben I. Konstantin fivéreként tünteti fel Toroszt. Az a „Konstantin”, akit Arda édesapjának rokonaként emlegetnek, a kilikiai uralkodón kívül lehet még a szintúgy örmény Konstantin gargari fejedelem is, aki a keresztesek érkezése után belefolyt az edesszai kormányzásba. Az ő rokonságába tartozhatott Taphnuz avagy Taftoc örmény herceg. Ez a Taphnuz vagy Taftoc gazdag törzsfő volt, és ismeretes, hogy élete utolsó éveit Bizáncban töltötte. A harmadik jelölt, Tatul marasi nagyúr kalcedoni keresztény lehetett, emellett az tudható róla, hogy a helyiek és a bizánci hatóságok által egyaránt elismert jogon uralkodott Maras városában, mielőtt 1104-ben visszavonult volna Konstantinápolyba. Az Encyclopaedia of Islam egyik szerzője, E. Honigmann, valamint Steven Runciman történész is valószínűnek tartja a két személy – Taphnuz/Taftoc örmény herceg és Tatul/Torosz marasi nagyúr – azonosságát, ezt a feltételezést többek között a konstantinápolyi visszavonulás támasztja alá.
Az örmény nemeskisasszonyt, aki az edesszai gróf felesége lett, a korabeli források nem említik név szerint. A máltai lovagrend iratait feldolgozó Sebastiano Paoli 1733-as munkájában már Ardaként hivatkozik rá; a keresztes háborúk történetével foglalkozó modern forrásművek hagyományosan ezzel a névvel illetik. Gérard Dédéyan francia történész amellett érvel, hogy az örmény nemeskisasszony eredeti keresztneve valószínűleg a ’jóság, erény, nemesség’ jelentésű görög Areté (Αρετη) lehetett.

### Házasságkötése; edesszai grófnéként
1096-ban az első keresztes hadjárat okán az európai keresztes seregek, útban Jeruzsálem felé, a kilikiai Maras városában tartottak pihenőt. A keresztesek egyik vezetője Boulogne-i Balduin frank nemesúr (1060 után–1118), Bouillon Gottfried öccse volt, aki nem a fősereggel tartott, hanem attól rendre leszakadva örmények lakta vidéken vette fel a harcot a muszlimok ellen. Boulogne-i Balduin felesége, Godehilde de Tosny a keresztes főhaddal utazott, azonban 1097 második felében, a marasi állomásozás alatt betegségben elhunyt. Marasból Bloulogne-i Balduin nem a Szentföld, hanem az Eufrátesz vidékén található Edessza irányába vonult tovább. Torosz edesszai úr, a város gyermektelen örmény uralkodója fiává fogadta a frank nemest, aki 1098 márciusában, az örmény kormányzó halála után a város új uralkodójaként felvette az edesszai grófi címet, létrehozva az első keresztes államot. Az özvegy gróf trónra lépését követően, 1098 első felében feleségül vette Arda marasi úrnőt, aki így a keresztes fejedelemség uralkodónéja lett. A házasság politikai érdekből köttetett: egyrészt a marasi nagyúr örmény hercegként jogot formált az örmény területekre, ekképp az Edesszát megszerző Boulogne-i Balduin biztosította legitimitását; másrészt a gróf így akarta megszerezni az örmények támogatását; harmadrészt Torosz marasi nagyúr jelentős – mintegy 60 000 bezant – hozományt ígért leánya mellé. Boulogne-i Balduin és örmény felesége kölcsönösen idegenkedtek egymástól: boldogtalan kapcsolatban éltek, gyermekük nem született.
1098 év végén az edesszai örmények összeesküvést szőttek frank uruk ellen, amihez éppen az örmény barátság biztosítására szánt marasi kapcsolatot használták fel. A magas adókat és a frank vezetést megelégelő örmény lázadók ugyanis a leánya esküvői ünnepsége után továbbra is a városban időző Torosz marasi nagyúrhoz fordultak: őt szánták I. Balduin helyére, illetve egy, a frankoknak kedvezőbb forgatókönyv szerint a marasi fejedelem és veje közösen kormányozták volna tovább a grófságot. A gróf azonban leleplezte az összeesküvést; fő szervezőit megcsonkította, a gyanúba keveredetteket pedig bebörtönözte és elkobozta javaikat. Annak ellenére, hogy cinkossága nem bizonyosodott be, Torosz nagyúr sietve visszamenekült a hegyekben található erődjébe a hozomány jelentős részével – addig ugyanis csak hétezer aranyat adott át leánya férjének.

### Jeruzsálemi királynéként
1100-ban Boulogne-i Balduin bátyja, Bouillon Gottfried, a frissen alapított jeruzsálemi keresztes állam ura gyermektelenül hunyt el. Fivére halálának hírére Boulogne-i Balduin feleségét Edesszában hátrahagyva indult Jeruzsálembe, ahova megérkezvén felvette a jeruzsálemi királyi címet; Arda ezzel Jeruzsálem első királynéja lett. A királyné és udvarhölgyei az Antiochia és Jaffa közötti utat tengeren tették meg, mivel a szárazföldi közlekedést túl veszélyesnek ítélték. A kikötővárosok legtöbbje ekkor még muszlim kézen volt, a királynénak erős kíséretre volt szüksége az utazáshoz, ezért valószínűleg az utat nem tudta már megtenni a tél folyamán; erre csak 1101-ben kerülhetett sor. Ezt a feltételezést támasztja alá, hogy a források alapján úgy tűnik, a királyné nem volt jelen férje 1100. december 25-ei, betlehemi koronázásán. Szintén emellett szól, hogy az 1101 szeptemberében lezajlott első ramlai csata során a királyné még Jaffában tartózkodott: mikor elterjedt a király halálának és a csata elvesztésének tévhíre, Arda királyné innen küldött segítségért vízi úton Tankréd antiochiai régenshez. 1102 májusában, a második ramlai ütközetben elszenvedett vereség hallatán a királyné és az udvar a menekülést fontolgatta, de a szaracénok bekerítették Jaffát. A csatamezőről sikeresen elmenekülő Balduin király végül ezúttal is visszaverte az ellenséget.
Minthogy a korabeli krónikák nem utalnak rá, hogy férje 1100-as betlehemi koronázásán kívül lett volna még egy ceremónia a feleségének, Ardát bizonyosan nem koronázták királynévá. Emellett nem volt sem tanúja, sem kibocsátója egyetlen fennmaradt oklevélnek sem, s vélhetően nem rendelkezett saját pecséttel. Foucher de Chartres frank történetíró, aki egyben I. Balduin káplánjaként is működött, krónikájában nem a regina, ’királyné’, hanem a coniunx regis, ’a király hitvese’ terminust használja vele kapcsolatban. Susan B. Edgington történész szerint az, hogy az első ramlai ütközet után, a király halálának hírére levélben fordult egy másik keresztes fejedelemhez, arra utal, hogy Ardának volt némi beleszólása az államügyekbe. Deborah Gerish ezzel szemben kiemeli, hogy mind Foucher de Chartres, mind a század második felében író Türoszi Vilmos megjegyzi a jaffai városlakók, illetve a vének, elöljárók szerepét a döntésben – ezt Gerish akként értelmezi, hogy Arda nem határozhatott és cselekedhetett egyedül.
1102–1108 között I. Balduin jeruzsálemi király önhatalmúlag érvénytelenítette házasságát Ardával. A pontos időpont nem ismeretes: Türoszi Vilmos 1105 körülre datálja a válást, Guibertus de Novigento ezzel szemben rögtön a királyné Edesszából való megérkezése utánra. A válás oka ugyanúgy bizonytalan. Guibertus de Novigento arról számol be, hogy a királynét kalózok erőszakolták meg még a Jeruzsálembe tartó út során, más krónikások szerint viszont a királyné kicsapongó életet élt: egyik, leginkább botrányosnak ítélt házasságtörő viszonyaként említik, hogy a Jaffába tartó hajóúton „kegyeiben részesített egy muszlim kalózt is.” Foucher de Chartres nem nevezte meg a házasság felbontásának indokát, tehát valószínűleg az uralkodónak nem volt elfogadható ürügye rá; és úgyszintén nem tudósított az okról Türoszi Vilmos: „tekintet nélkül a házasság törvényeire, jogszerű eljárás nélkül [a király] arra kényszerítette, hogy Szent Anna […] kolostorában apáca legyen, noha [Ardát] nem ítélték el semmilyen bűnt miatt, és maga sem vallott be semmit.” Ugyanő viszont megemlékezett Arda későbbi kifogásolható konstantinápolyi magaviseletéről, s ez a szemében utólagosan igazolhatta az asszony eltaszítását. I. Balduin nem folyamodott a pápához a házasság semmissé nyilvánításáért, pedig a hitvesi hűtlenség vádja nyomós indokul szolgálhatott volna. A király lépésében a politika játszhatta a legnagyobb szerepet: a hozományt Torosz marasi nagyúr nem fizette ki teljes egészében, Marasi Arda nem szült gyermeket, emellett az örmény kapcsolatok Jeruzsálemben elértéktelenedtek a király számára. További okként húzódhatott a háttérben, hogy a jeruzsálemi államkincstár kiürült, és a királyi jövedelmek szűkösségének fényében egy új királyné hozománya enyhítette volna a pénzszűkét.

### Száműzetésben
I. Balduin király mellőzött minden hivatalos procedúrát a házasság felbontásában, hitvesét egyszerűen Szent Anna kolostárába kényszerítette apácának. A klastrom Szent Anna és Szent Joachim otthonának, Szűz Mária szülőházának helyén épült feltehetően nem sokkal Jeruzsálem bevételét követően, minthogy a keresztes hadjáratok előtt a városban járt zarándokok még nem tesznek említést a templomról. Mivel a kolostor adott otthont száműzetésében a királynénak, az intézmény jelentős királyi adományokban részesült. Arda királyné később a király beleegyezésével elhagyhatta a zárdát: Türoszi Vilmos tudomása szerint az asszony „azzal a hamis történettel” kért engedélyt a királytól apja meglátogatására Konstantinápolyban, hogy a városban adományokat gyűjt a kolostornak. Konstantinápolyba érvén levetette az apácacsuhát, és csatlakozott a városa elfoglalása után száműzött, azonban továbbra is jómódban élő édesapjához. Türoszi Vilmos szerint az egykori királyné „belevetette magát a nagyváros nyújtotta örömökbe”; szabados és erkölcstelen életet élt.
1112-ben I. Balduin király nőül szándékozta venni I. Roger szicíliai gróf özvegyét, Adelaide del Vasto itáliai nemesasszonyt. A frigyet el is rendezték annak ellenére, hogy az egyház szemében I. Balduin bigámiát követett el: a király és Arda még mindig házastársi kapcsolatban álltak, hiszen a pápa nem érvénytelenítette házasságukat. Arnulf jeruzsálemi pátriárka, a Szentföld egyházi vezetője elismerte a király és Adelaide del Vasto házasságkötését. 1117-ben a király súlyosan megbetegedett, környezete pedig meggyőzte arról, hogy a kór a bűnösnek tekintett harmadik házasság büntetése. Miután felépült a betegségből, a király II. Paszkál pápa nyomására hazaküldte harmadik feleségét, a frigyet a pápai legátus érvénytelenítette. I. Balduin gyóntatói szavára hallgatva ezután visszahívta magához Ardát. Bernard Hamilton történész szerint erre aligha kerülhetett volna sor, ha igazak az asszony szabados életmódjáról szóló beszámolók. Alan Murray azonban azzal magyarázza e lépést, hogy a király tanácsadói tartottak a jeruzsálemi trón szicíliai kézbe kerülésétől, és a király erre tekintettel hozhatta meg döntését az örmény királyné státusának helyreállításáról. Az örmény hercegnő elutasította az ajánlatot, és továbbra is a számára nagyobb személyes szabadságot biztosító Konstantinápolyban maradt. I. Balduin jeruzsálemi király 1118. április 2-án halt meg; nem ismeretes, hogy Arda mennyivel élte őt túl.